# Tom Sharkey
Tom Sharkey (* 26. November 1873 in Dundalk, Leinster, Irland; † 17. April 1953) war ein irischer Boxer im Schwergewicht. Er wurde unter anderem von Tim McGrath gemanagt. 
Sharkey bestritt insgesamt 52 Kämpfe, von denen er 37 gewann und 7 verlor; 6 endeten unentschieden, 2 in einem „No Contest“. 
Im Jahre 2003 wurde Sharkey in die International Boxing Hall of Fame aufgenommen.